# Pont de Chaksam
Le pont de Chaksam (aussi Chushul Chakzam) est un pont suspendu qui traversait le fleuve Yarlung Tsangpo près de Lhassa au Tibet. 

## Historique

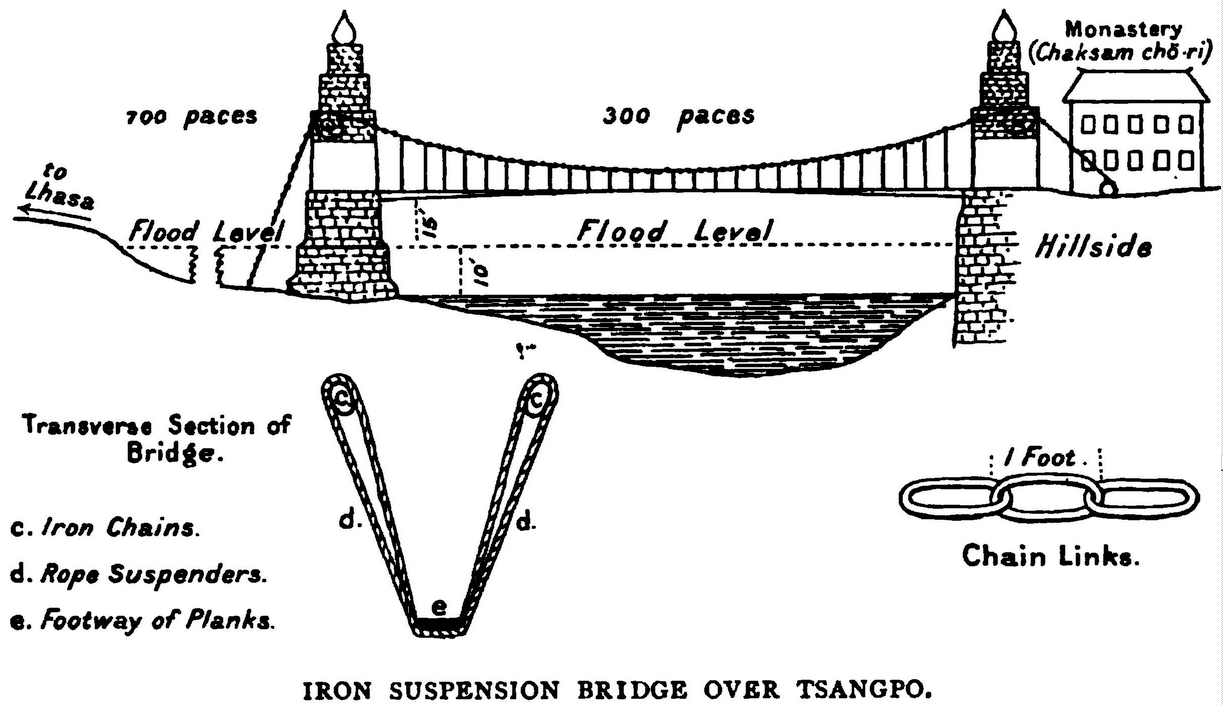

Ce pont suspendu a été construit à Chaksam, en 1430 par Thang Tong Gyalpo (1385-1464). Le fer provenait des exploitations minières du Kongpo . Les Tibétains construisent des ponts à chaînes dès le VIe siècle de notre ère.
Pendant cinq siècles le pont permit de relier Lhassa à la région Yarlung. Cinq supports principaux en pierre sont implantés dans le fleuve avec près des berges une hauteur de 8 mètres et 15 mètres de diamètre. Des tours de défense étaient aménagées près des berges. Le journaliste Perceval Landon, qui accompagne l'expédition militaire britannique de 1903-1904, décrit quatre chaines de fer avec des anneaux d'un diamètre de 16 centimètres. Un tablier recouvre ces chaînes, celui-ci avait disparu lors du passage de Perceval Landon. Au milieu de la rivière, le pont s'appuie sur une île construite en pierres et plantée de saules pleureurs. Cette île est reliée à l'autre rive par une chaussée en pierre, accessible quand les eaux sont basses.
En 1444, le monastère Chaksam Chuwori (tibétain : ལྕགས་ཟམ་ཆུ་བོ་རི, Wylie : lcags zam chu bo ri) a été édifié sur la rive sud,. Il a servi de siège de l’école Chakzampa du bouddhisme tibétain. Soutenu par le péage du pont, le monastère accueillait à un moment donné une centaine de moines. Le monastère a été détruit pendant la révolution culturelle.
En 1910, lors de la fuite en Inde du 13e dalaï-lama, Tsarong Dzasa arrêta les Chinois au pont de Chakzam. Ces derniers subirent une lourde défaite militaire.